# Sophiiiie!
Sophiiiie! es una película dramática alemana que se estrenó el 10 de octubre de 2002 en el "International Film Festival Gent" de Bélgica. Fue dirigida y escrita por Michael Hofmann y está protagonizada por Katharina Schüttler que es Sophie. Ganó dos premios a la mejor dirección y a la mejor actriz en el festival de Múnich de 2002. La película se desarrolla en Hamburgo.

## Argumento
La película comienza en un día normal de una chica de 20 años, que está embarazada, pero no sabe de quien. Está preocupada por su futuro. Se debate entre ser madre o abortar. Se pregunta si su novio la quiere o no. Llega a coger la moto de su novio, y corriendo con ella por la ciudad empieza a tener intenciones suicidas.